# 菲拉蒂耶拉
菲拉蒂耶拉（義大利語：Filattiera），是意大利托斯卡纳大区马萨-卡拉拉省的一个市镇。总面积48.97平方公里，人口2391人，人口密度48.8人/平方公里（2009年）。ISTAT代码为045006。